# Бони (народ)
Бони (вабони, валангуло) — народ группы кушитов. Населяет приграничные территории республик Кении и Сомали. Общая численность составляет 9 тыс. 200 человек, из них 9 тыс. проживают в Кении (по данным на 2010 год). Бони — потомки древнего бушменоидного населения Восточной Африки (Калиновская, 1999: стр. 105).

## Занятия
Бони традиционно являются охотниками-собирателями. Охотятся с помощью копий, палиц, отравленных стрел, занимаются рыболовством. В результате взаимодействия с другими племенами освоили скотоводство. Широкое распространение имеют такие ремесла как плетение, обработка шкур и выделка кож для изготовления одежды и кровли для жилищ. (Бромлей, 1988: стр. 109).

## Общество и образ жизни
Живут племенами в поселениях рассеянной планировки. Семьи преимущественно патрилокальны. Традиционное жилище представляет собой переносной куполообразный шалаш. Традиционная одежда — набедренные повязки или короткие юбки из растительных волокон. Пища как правило разнообразна, включает в себя рыбу, варёное мясо, лепешки (Андрианов, 1964: стр. 200).

## Культура и религия
Бони являются последователями традиционных верований. Широко распространен культ предков, сил природы, тотемизм. Основополагающее место в культуре занимает фольклор — сказки, мифы (Калиновская, 1999: стр. 105).